# Rocco Mazzarone
(Ann Cornelisen)
Rocco Mazzarone (Tricarico, 17 agosto 1912 – Tricarico, 28 dicembre 2005) è stato un medico e scrittore italiano.
È stato un importante esponente del meridionalismo.

## Biografia

### Famiglia e formazione
Rocco Mazzarone nasce a Tricarico il 17 agosto 1912, primogenito di Giuseppe e Rosa Aragiusto.
Nella sua città natale frequenta le scuole elementari ed ha anche la possibilità di conoscere prigionieri austriaci della Grande Guerra.
In seguito, si trasferisce a Nocera Inferiore dove frequenta le scuole medie e superiori nel convitto vescovile G. Vico, grazie al quale si avvicina ad un gruppo di insegnanti con idee liberali e antifasciste.

### Studi e servizio militare
Conseguito il diploma a Salerno, si iscrive alla facoltà di Medicina a Napoli.
Il giovane lucano a Napoli si sente spaesato: "Napoli non mi piaceva perché in quegli anni ero isolato. Studiavo e passavo lunghe ore all'Istituto di Istologia. "
L'aspetto più significativo della vita universitaria del giovane Rocco Mazzarone fu proprio il periodo trascorso nell'Istituto di Istologia e Fisiologia generale. In questo contesto Mazzarone ha l'occasione di conoscere Vincenzo Diamare, medico e studioso del pancreas.
Nel 1936, dopo essersi laureato a Napoli, presta servizio militare prima a Firenze e poi a Novara. Nell'ospedale della città piemontese, Rocco Mazzarone conosce Pietro Fornara: pediatra e fermo antifascista.
Congedato, prosegue i suoi studi universitari, che concluderà nel 1938, iscrivendosi alla scuola di specializzazione in Tisiologia e Malattie Polmonari dell'Università di Milano. A Milano conosce padre Agostino Gemelli e mons. Francesco Olgiati, cofondatori dell'università Cattolica del Sacro Cuore.

#### Periodo di guerra
Nel settembre del 1939 è richiamato alle armi e inviato in Libia. Ormai Mazzarone, ben lontano dagli ideali fascisti, segue con disinteresse i "fatti d'armi". È mandato a Bardia che, dopo quaranta giorni di assedio e tre di battaglia, cade. Nel gennaio del 1941, nel tentativo di raggiungere Tobruk, viene catturato in Marmarica. Gli inglesi, applicando le convenzioni di Ginevra, affidano al medico lucano il diciannovesimo ospedale generale di guerra inglese, sul Canale di Suez. In qualità di medico, cura i dissenterici e i malati di tifo. In questo contesto, tuttavia, ha l'occasione di imparare tanto da tre patologi inglesi. Infine, torna dalla guerra grazie ad uno scambio con un altro prigioniero.
(Rocco Mazzarone)
L'esperienza della prigionia lo aveva avvicinato alle aspirazioni dei contadini e lo avevano stimolato a battersi per condizioni di vita migliori nella sua terra.
Tra le sue tante attività svolte vi è l'insegnamento di Statistica Medica all'Università di Bari, la direzione del Consorzio e il Dispensario Antitubercolare a Matera e il suo impegno contro la malaria e la tubercolosi, malattie molto frequenti in Basilicata tra gli anni trenta e gli anni cinquanta. Per questo suo impegno è stato premiato dalla Federazione Italiana contro la tubercolosi. Oltre che in Basilicata ha studiato queste malattie endemiche anche in Somalia e nel Belucistan iraniano, conoscendo Dinu Adameșteanu con il quale manterrà un forte rapporto di amicizia. Amico di Rocco Scotellaro, di Manlio Rossi Doria e di Carlo Levi ha saputo interpretare il pensiero del conterraneo Francesco Saverio Nitti e fu per tutta la vita coinvolto nel riscatto sociale dei lucani. Rocco Mazzarone fu il fulcro di tutti gli studi condotti in Basilicata dopo la seconda guerra mondiale, gli studi etnografici di Ernesto De Martino, lavori fotografici del fotografo francese Henri Cartier-Bresson e reportage dello storico George Peck.
Ha ricevuto il Premio LucaniaOro (1989) per il Sociale dall'Amministrazione Comunale di Pomarico, la cittadinanza onoraria di Matera e il Premio Lucana Gens. Malato da diversi anni di diabete muore nella notte tra il 27 e il 28 dicembre 2005, all'età di 93 anni.

## Opere

### Pubblicazioni Mediche
- Health conditions and problems. Preliminary report. Plan organisation of Iran. Socioeconomic development plan for the south-eastern region, ITALCONSULT, 1959
- Risultati e prospettive della lotta contro la tubercolosi in provincia di Matera, Matera, 1960
- Studi su micobatteri isolati da acque di varia natura, 1963
- Sul reperto di micobatteri saprofiti in acque di rubinetto, di piscine, di fiumi, ecc., Istituto di Igiene dell'Università di Bari, Varallo, 1964
- Ulteriori ricerche su un micobatterio atipico, M. aquae var. scrofulaceum, isolato da una affezione linfoadenitica umana, Potenza, 1965
- Il settore sanitario, Bari, 1965
- Ricerche sulla reattività cutanea alla tubercolina ed a sensitine di varie specie di micobatteri e nocardie in 5000 soggetti di eta scolare, Pisa, 1966

### Altro
- Una vita mal spesa, Intervista di Marco Rossi-Doria, 1992